# از نفس افتاده (فیلم ۱۹۹۱)
از نفس افتاده (انگلیسی: Shattered) یک فیلم مهیج روانشناختی آمریکایی در سال ۱۹۹۱ به نویسندگی و کارگردانی ولفگانگ پترسن است که بر اساس رمان ریچارد نیلی ساخته شده‌است. در این فیلم تام برنگر، گرتا اسکاچی، باب هوسکینز، جوانی والی و کوربن برنسن بازی می‌کنند.